# Драма Нового времени
Драма Нового времени — драма в виде сентиментальных комедий и трагедий: во Франции так называемая «слёзная комедия» (фр. comédie larmoyante).
Первые опыты использования так называемой «высокой комедии» в новом духе были сделаны под английским влиянием Детушем. Нивель де Лашоссе решительно деформирует её, превращая в «слезливую». Прозаическую форму вводит в комедию Мариво. Историю собственно драмы Нового времени нужно вести с «Сильвии» Ландуа (1742). Вершины своего развития драма Нового времени достигает в «Женитьбе Фигаро» Бомарше.
В сравнительно отсталой Германии на создание драмы Нового времени влияет уже опыт и Англии и Франции. Особенно сильно было влияние Дидро и Мерсье, пьесы и теоретические сочинения которых усиленно переводились на немецкий язык. Первопроходцем драмы Нового времени здесь был Лессинг (1729—1781), создавший под влиянием «Лондонского купца» Лило и пьес Дидро тип так называемой «мещанской трагедии» и комедии («Мисс Сарра Сампсон», «Филот», «Минна фон Барнхельм», «Эмилия Галотти» и «Натан Мудрый»).
Первые драмы Лессинга свидетельствуют ещё о её отсталости и приниженности. Они лишены социальной установки и посвящены отвлеченным моральным проблемам. Для более позднего произведения Лессинга, «Минны фон Барнхельм», характерен дух «просвещенного абсолютизма», вера в мудрого и справедливого короля. Этот мотив весьма усердно разрабатывается драматургами эпохи, преклонявшимися перед Фридрихом II.
Но в «Эмилии Галотти» уже явно звучат ноты социального протеста. Они получили развитие в драматическом творчестве следующего периода. Дань «мещанской драме» отдал Гёте в своем «Клавиго» и руководимый им страсбургский кружок «бурных гениев».
Натиск социального протеста, получивший название по пьесе Клингера, «Буря и натиск», создает, как у юного Шиллера, волну бунтарства и в драме. Наибольшего подъема эта волна достигает у Шиллера в «Разбойниках» и «Коварстве и любви» и становится более умеренной, укладываясь в рамки типично «семейной» драмой (Familienstück, Rührstück) у Геммингена, Гофмана и др.
Известный немецкий актёр Шредер создает в Германии культ Шекспира, произведения которого получают здесь литературную обработку в плане той же драмы Нового времени. Другой актёр, Иффланд, игравший Франца Моора в первой постановке «Разбойников» (1782), является автором ряда сугубо сентиментальных пьес. К этому же времени относится появление так называемого сценического павильона, то есть изображение комнаты в виде отграниченного с трёх сторон стенами сценического пространства. Для «комнатных» и «домашних» драм стиль сценического павильона создавал органическую слитность с настроением самой «мещанской драмы».
Конец XVIII века и начало XIX века в области этой драмы проходят под знаком огромного успеха пьес Коцебу и особенно прославившейся пьесы его «Ненависть к людям и раскаяние» (1789), прочно осевшей в репертуаре и русского театра того времени.
Русский театр, как явление искусственное, почти не имевшее за собой к этому времени исторического развития, пользовался главным образом переводным репертуаром английской «сентиментальной» и французской «слезной» драмы. Первое появление слезной драмы в России, перевод «Евгении» Бомарше, вызвало горячий протест Сумарокова и даже запрещение ставить его пьесы в Московском театре рядом с пьесой Бомарше.
«Ввёлся, — пишет Сумароков в 1771 году, — новый и пакостный род слезных комедий, ввелся там (то есть во Франции), но там не исторгнутся семена расинова и мольерова вкуса». Драмы эти, — жалуется он дальше, — «нашли всенародную похвалу и рукоплескания». Социальная сущность этого протеста ясна из таких строк: «подьячий стал судьёй Парнаса и утвердителем вкуса московской публики, конечно скоро представление света будет. Но неужели Москва более поверит подьячему, чем г. Вольтеру и мне? И неужели вкус жителей московских сходнее со вкусом сего подьячего?»
Первыми опытами создания русской «слезной драмы» являются: «Друг несчастный» и «Гонимые» Хераскова, «Мот, любовью исправленный» Лукина и др. Подобно своим английским сородичам, русская мещанская драма всячески восхваляет торжество буржуазной добродетели и всячески оплакивает её падение. «Взгляни на слезы мои, — восклицает Клеопатра в пьесе Лукина, — взгляни и познай, что любовь проливать их заставляет и чтобы та же любовь повсюду повела меня за тобой, если бы добродетель не противилась».
Крупнейшими идеологами-теоретиками драмы Нового времени являются Дидро и Лессинг. Теоретические высказывания Дидро находим в его «Диалогах» (Entretiens) и в статье «О драматической поэзии» (Discours de la poésie dramatique); практическую реализацию этих вариантов — в драме Дидро «Побочный сын». Рассуждения Дидро привносят уже в общем в драматургию зачатки психологического реализма. Если в «Поэтике» Буало выражена рационалистическая тенденция сценического реализма, то это был ещё реализм положений, реализм схематической страсти. Буало ещё не допускал смешения трагического и комического.
Дидро же утверждает, что кроме крайних полюсов трагедии и комедии должны существовать ещё два вида пьес — «comédie sérieuse» и «tragédie bourgeoise», или «domestique». Серьёзная комедия не глумится, не только высмеивает, но и учит. «Достоинство пьесы, — говорит Дидро, — зависит от точного подражания какому-либо действию, так что зритель, находясь постоянно во власти иллюзии, думает, что он присутствует при самом действии. Поэтому следует избегать шаржа в характере и изображать его соответственно общественному положению действующего лица, чтобы зритель не мог сказать самому себе — „это не я“». Последователями Дени Дидро в разработке новой драматургической теории являлись во Франции Мерсье («Du théâtre, ou nouvel essai sur l’art dramatique») и Бомарше («Essai sur le genre dramatique sérieux»).
Лессинг во многом основном схож с Дидро, теорию которого он ставил очень высоко. Как и Дидро, Лессинг обосновывает теорию психологического реализма из требований новой классовой тематики и морали. Костяк этой теории он извлекает из аристотелевой «Поэтики», считая, что её до этого неправильно толковали. «Поэтику» Аристотеля он называет таким же непогрешимым произведением, как «Элементы» Евклида.
Что касается трагедии, то, по мнению Лессинга, аристотелева теория даже не нуждается ни в каких поправках, время её пощадило, и трагедия, написанная по теоретической схеме Аристотеля, остается совершенной и на сегодняшний день. В толковании аристотелевского «катарзиса» — очищения через «страх» — Лессинг настаивает, что страх у Аристотеля должен пониматься не как ужас, а как сострадание.
Следуя Дидро, Лессинг высказывается против разграничения элементов драматического и комического — «гений смеется над этими разграничениями». Как и Дидро, Лессинг задачей сцены считает нравственное поучение. «Комедия, — говорит он в „Гамбургской драматургии“, — старается исправлять смехом, а не насмешкой, и она не ограничивается исправлением именно только тех пороков, над которыми смеется. Её истинная польза, общая для всех, заключается в самом смехе, в упражнении нашей способности подмечать смешное, легко и быстро раскрывать его под разными масками страсти и моды, во всех его сочетаниях с другими ещё худшими качествами, а также с хорошими, даже под морщинами строгой серьёзности».
Драматург, следуя аристотелевскому принципу верности природе, и должен «так задумать характеры действующих лиц, чтобы те происшествия, которые вызывают его героев к деятельности, вытекали одни из других с такой необходимостью, а страсти так строго гармонировали с характерами и развивались с такой постепенностью, чтобы мы всюду видели только естественный, правильный ход вещей. При каждом шаге, который делают его герои, мы должны будем сознаться, что и мы поступили бы точно так же при подобном развитии страсти, при том же порядке вещей». Это уже в основном та формулировка реалистически психологической драмы, та система драматургической мысли, которая в своей основной части сохраняется до нашего времени.